# Gornja međurebrena vena
Gornja međurebrena vena (lat. vena intercostalis superior) je parna vena u prsnoj šupljini koja odvodi deoksigeniranu krv iz drugog, trećeg i četvrtog međurebrenog prostora s obje strane tijela.

## Desna gornja međurebrena vena
Druga, treća i četvrta desna stražnja međurebrena vena ulijevaju se u desnu gornju međurebrenu venu, koja se ulijeva u neparnu venu (lat. vena azygos)

## Lijeva gornja međurebrena vena
Druga i treća lijeva stražnja međurebrena vena ulijevaju se u lijevu gornju međurebrenu venu, koja se ulijeva u ručnoglavenu venu (lat. vena brachiocephalica), a može i postojati anastomoza s pridodanom poluneparnom venom (lat. vena hemiazygos accessoria).